# Skeneho žlázy
Skeneho žlázy (latinsky glandulae vestibulares minores) či periuretrální žlázy jsou součást zevních ženských pohlavních orgánů. Jsou umístěny v horní stěně vaginy poblíž spodního konce močové trubice; ústí buď do močové trubice, nebo do vulvy poblíž otvoru močové trubice.
Tyto žlázy byly pojmenovány po skotském gynekologovi Alexandru Skenem, který je roku 1880 jako první popsal pro západní medicínu.
Skeneho žlázy jsou pokládány za příčinu ženské ejakulace. Emanuele Jannini z italské univerzity L’Aquila nabídl v roce 2002 pro tento jev vysvětlení.[jaký?] Skeneho žlázy mají vysoce variabilní anatomii a u každé ženy jsou jinak velké. Právě tato rozdílná velikost by mohla být vysvětlením, proč se u některých žen ženská ejakulace vyskytuje a u jiných nikoliv. Oblast Skeneho žláz (ve vagině) je také známa jako Gräfenbergův bod nebo bod G. Nově je jako bod U označováno místo okolo močové trubice a částečně Skeneho žláz. Některé ženy popisují, že dráždění tohoto místa (podobně jako bodu G) přináší příjemné pocity až orgasmus.
Skeneho žlázy jsou homologické s předstojnou žlázou (prostatou) u mužů (tj. mají strukturu vyvinutou ze stejné zárodečné tkáně). Čirá, nebo mléčná tekutina, která se objevuje během ženské ejakulace, má údajně obdobné složení jako tekutina, která se u mužů tvoří v předstojné žláze. Někteří vědci proto opouštějí název Skeneho žlázy a hovoří o nich jako o ženské prostatě.